# Kohlroulade

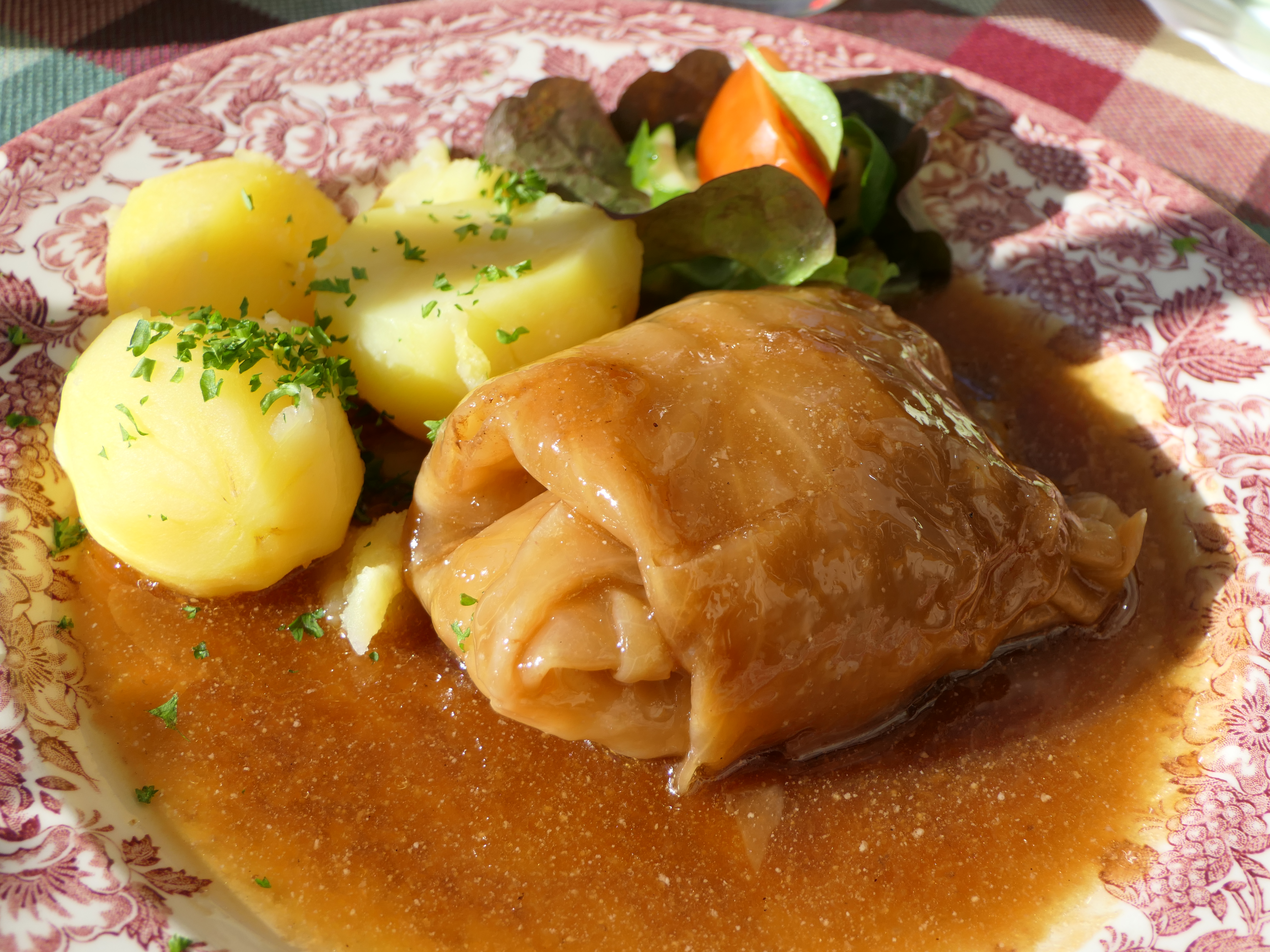
Kohlroulade aus Weißkohl

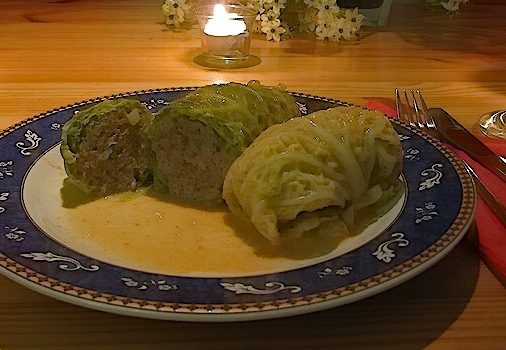
Polnische „Gołąbki“ – Angerichtete Wirsingkohlrouladen (mit Hackfleischfüllung) mit Sauce

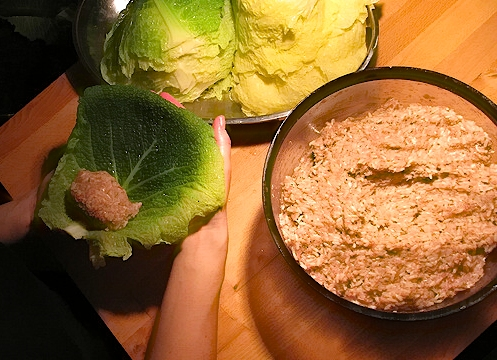
Zubereitung von Wirsingkohlrouladen (Einfüllen der Hackfleischmasse)

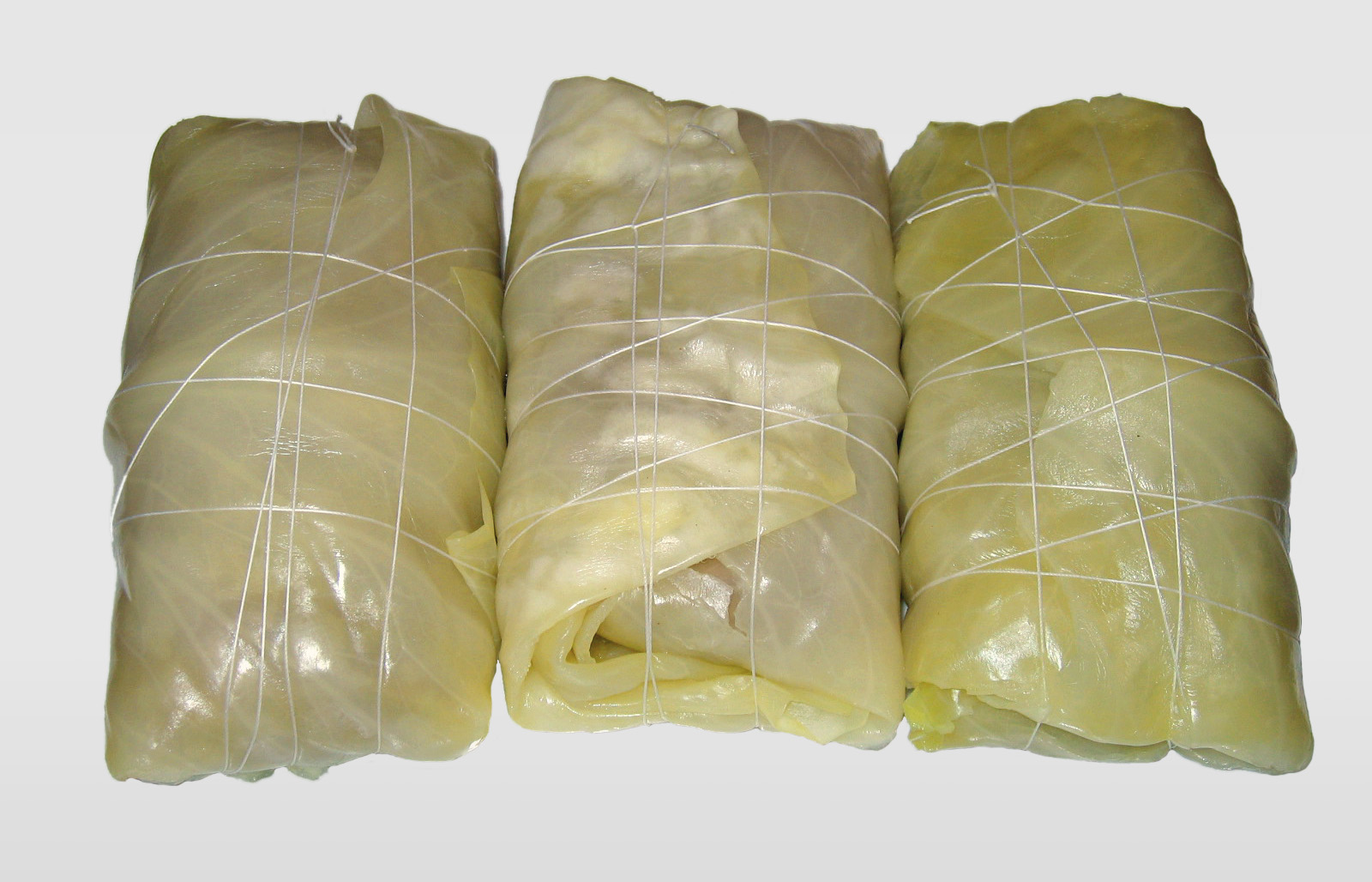
Weißkohlrouladen vor dem Dünsten

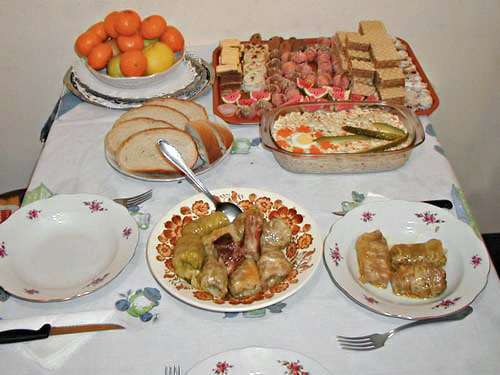
Sarma sa rebarcima, in Serbien (Kohlrouladen mit gebratenen Rippchen)

Kohlrouladen, Kohlrollen, Krautwurst oder Krautwickel sowie in Österreich auch Gefülltes Kraut, ist im deutschen Sprachraum die Bezeichnung für verschiedene Varianten gefüllter Kohlblätter, die gegart, gedünstet oder geschmort werden.

## Zubereitungsvarianten

### Deutschsprachiger Raum
Die in Deutschland verbreiteten Varianten werden aus Wirsing-, Weißkohl- und seltener auch Rotkohlblättern gewickelt, die zuerst blanchiert und danach zu mehreren Blättern übereinander gelegt werden. Diese werden um eine gewürzte Fleischmasse aus Hackfleisch, Zwiebeln, Salz, Pfeffer und Gewürzen gewickelt. Diese werden bridiert, d. h. mit Küchengarn zusammengebunden, oder mit Rouladenklammern, Rouladennadeln oder Holzspießchen (z. B. Zahnstochern) fixiert, bei geschickter Ausnutzung des Gefäßes auch ohne diese Hilfsmittel gelegt bzw. geschichtet, und, nachdem sie kurz und heiß angebraten wurden, bei mittlerer Temperatur geschmort.
Nach manchen Rezepten kann die Füllung noch Reis oder die Sauce Tomatenmark und Speck enthalten. Die übliche Beilage sind Salzkartoffeln, Kartoffelbrei oder regional begrenzt auch Reis.
Eine vergleichbare Zubereitung mit abweichenden Zutaten findet sich bei der Bündner Spezialität Capuns.

### Außerhalb des deutschsprachigen Raumes
Auf dem Balkan werden Kohlrouladen aus gesäuerten Weißkohlblättern, Grünkohl oder Weinblättern zubereitet. Sie heißen dort wie auch in der Türkei, wo sie häufig in Zitronensud gegart werden, Sarma (türk.: Roulade).
In Rumänien werden die Sarmale (Plural von Sarma) üblicherweise mit Dill gewürzt. Im Nordosten des Landes haben sie lediglich die Größe einer Walnuss und werden mit dem der Polenta ähnlichen Maisgericht Mămăligă als Beilage serviert.
In Ungarn werden Kohlrouladen als töltött káposzta, in Polen als Gołąbki (Täubchen) und in der Ukraine als Holubzi bezeichnet, wo sie zum immateriellen Kulturerbe der Ukraine gehören. In den osteuropäischen Rezepten wird die Füllung aus gewürztem Getreide, Zwiebeln und Hackfleisch meist vor dem Füllen angebraten und dann erst in Kohlblätter eingerollt. Die Kohlrouladen werden in Tomatensauce gedünstet oder in cremiger Sauce, die auch Pilze enthalten kann, serviert.
Die nordgriechischen „Sarmades“ werden mit gehacktem, nicht gemahlenem Schweinefleisch gefüllt und mit Avgolemono serviert; bei den im deutschsprachigen Raum bekannten Dolmadakia ist die Umhüllung aus Kohl durch Weinblätter ersetzt worden.

## Historische Wurzeln
Die Grundzubereitung, (Gemüse-)Blätter gefüllt zu garen, geht auf die Küche im Byzantinischen Reich zurück. Verwendet wurden damals Blätter verschiedener Pflanzen, so unter anderem die heute noch im östlichen Mittelmeerraum unter verschiedenen Bezeichnungen verbreiteten Dolma, eine Variante, bei der die Füllung mit Weinblättern umhüllt wird. Das Verbreitungsgebiet rund um den östlichen Mittelmeerraum, in denen sich bis heute fleischhaltig oder vegetarisch gefüllte Dolma-Variationen erhalten haben, entspricht der damaligen Ausdehnung des Byzantinischen Reichs. In den meisten dieser Länder gibt es auch Kohlrouladen, wobei sich die jeweiligen Landesrezepte nicht wesentlich unterscheiden, ganz gleich, ob die spezifisch gewürzten Füllungen mit Weinblättern, Kohl oder auch anderen Blättern wie beispielsweise Mangold umhüllt werden.
Im restlichen Europa lassen sich Kohlrouladen auf die Verbreitung von Kohl als Hauptzutat zurückführen. Dieser war besonders in den kühleren Regionen Mittel- und Osteuropas als Vitaminspender im Winter besonders beliebt. Noch heute haben Kohlgerichte, darunter explizit auch Kohlrouladen, in den Landesküchen nicht nur der deutschsprachigen Länder, sondern auch in Osteuropa, wie beispielsweise Russland, Polen, Ukraine, Ungarn und Rumänien, oder auf dem Balkan einen hohen Stellenwert. Besonders in Serbien und Montenegro ist Sarma ein beliebter Gang der Festtagsküche und wird so traditionell an Weihnachten, Ostern, der Slava oder auch zu Hochzeiten und Taufen zubereitet.
Eine besondere Geschichte haben die mit Weißkohl zubereiteten Kohlrouladen in Schweden, wo sie „kåldolmar“ benannt werden. Der Name deutet an, dass der Brauch direkt aus Kontakten mit dem Osmanischen Reich stammt, die während des langwierigen Aufenthalts der schwedischen Armee in Bender in der heutigen Republik Moldau (unter Verwaltung Transnistriens) 1709–1713 aufgenommen wurden.